# Winter-Asienspiele 2025/Eisschnelllauf
Bei den IX. Winter-Asienspielen fanden insgesamt 14 Wettkämpfe im Eisschnelllauf statt. Austragungsort war der Heilongjiang Ice Events Training Centre Speed Skating Rink. Im Vergleich zu 2017 wurden die Rennen über 10.000 Meter gestrichen sowie der Massenstart. Neu aufgenommen wurden ein Mannschaftssprint sowie Rennen über 100 Meter.

## Bilanz

### Medaillenspiegel
| Platz  | Land                | Gold | Silber | Bronze | Gesamt |
| ------ | ------------------- | ---- | ------ | ------ | ------ |
| 1      | Volksrepublik China | 11   | 5      | 5      | 21     |
| 2      | Südkorea            | 3    | 5      | 4      | 12     |
| 3      | Japan               | –    | 3      | 3      | 6      |
| 4      | Kasachstan          | –    | 1      | 1      | 2      |
| 5      | Chinesisch Taipeh   | –    | –      | 1      | 1      |
| Gesamt | Gesamt              | 14   | 14     | 14     | 42     |

### Medaillengewinner
| Disziplin             | Gold                                                   | Silber                                             | Bronze                                                       |
| --------------------- | ------------------------------------------------------ | -------------------------------------------------- | ------------------------------------------------------------ |
| Männer                |                                                        |                                                    |                                                              |
| 100 m                 | Gao Tingyu                                             | Jewgeni Koschkin                                   | Kim Jun-ho                                                   |
| 500 m                 | Gao Tingyu                                             | Wataru Morishige                                   | Kim Jun-ho                                                   |
| 1000 m                | Ning Zhongyan                                          | Cha Min-kyu                                        | Lian Ziwen                                                   |
| 1500 m                | Ning Zhongyan                                          | Kazuya Yamada                                      | Ryota Kojima                                                 |
| 5000 m                | Wu Yu                                                  | Liu Hanbin                                         | Hanahati Muhamaiti                                           |
| Mannschaftssprint     | Volksrepublik ChinaGao Tingyu Lian Ziwen Ning Zhongyan | SüdkoreaKim Jun-ho Cha Min-kyu Cho Sang-hyeok      | JapanKatsuhiro Kuratsubo Wataru Morishige Kazuya Yamada      |
| Mannschaftsverfolgung | Volksrepublik ChinaLiu Hanbin Wu Yu Hanahati Muhamaiti | SüdkoreaChung Jae-won Park Sang-eon Lee Seung-hoon | JapanMotonaga Arito Taiyo Morino Kotaro Kasahara             |
| Frauen                |                                                        |                                                    |                                                              |
| 100 m                 | Lee Na-hyun                                            | Kim Min-sun                                        | Chen Ying-chu                                                |
| 500 m                 | Kim Min-sun                                            | Lee Na-hyun                                        | Tian Ruining                                                 |
| 1000 m                | Han Mei                                                | Yin Qi                                             | Lee Na-hyun                                                  |
| 1500 m                | Han Mei                                                | Yang Binyu                                         | Yin Qi                                                       |
| 3000 m                | Yang Binyu                                             | Han Mei                                            | Tai Zhien                                                    |
| Mannschaftssprint     | SüdkoreaKim Min-ji Lee Na-hyun Kim Min-sun             | Volksrepublik ChinaYu Shihui Tian Ruining Han Mei  | KasachstanKristina Silaeva Darya Vazhenina Nadezhda Morozova |
| Mannschaftsverfolgung | Volksrepublik ChinaYang Binyu Ahenaer Adake Han Mei    | JapanYuka Takahashi Yuna Onodera Rin Kosaka        | SüdkoreaPark Ji-woo Jeong Yu-na Kim Yoon-ji                  |